# X. Leó pápa
X. Leó pápa (eredeti nevén: Giovanni di Lorenzo de’ Medici; Firenze, 1475. december 11. – Róma, 1521. december 1.) a 217. római pápa 1513-tól haláláig. A reneszánsz pápák egyik jelentős alakja.
A firenzei Medici-család sarjaként, Giovanni Lorenzo de' Medici, a Firenzei Köztársaság uralkodójának második fiaként született és már 1489-ben, 13 évesen bíborossá emelték. Így hatalmas befolyással rendelkezett már jóval egyházfővé választása előtt is. A hosszú évtizedek óta húzódó egyházi reformok terve 1517-ben végleg megpecsételte a katolikus egyház egységét, amikor az elvilágiasodott, világi hatalomra törő pápák korrupciója ellen Luther Márton vezetésével kezdetét vette a reformáció. X. Leóra jellemző volt, hogy a korszak legjelentősebb európai eseményének kezdetét átmeneti zavarként fogta fel, nem foglalkozott a változtatás szükségességével, és nem is tett többet, mint hogy néhány bullában rendelkezett az új mozgalom megszüntetéséről, illetve 1521-ben kiközösítette Luthert.
Amikor elfoglalta a pápai trónt, még sokkal égetőbb volt a VI. Sándor és II. Gyula által létrehozott pápai birodalom egységének megtartása, és Itália idegen befolyásoltságának mérséklése. Az idegen hatalmak közül Franciaország jelentette a legnagyobb veszélyt, ugyanis Milánó és Genova francia megszállása azonnali fellépést követelt az egyházfőtől, ráadásul Leónak meg kellett akadályoznia a francia egyház önállósodási törekvéseit, és a pisai ellenzsinatot is fel kellett számolnia. A II. Gyula által összehívott V. lateráni egyetemes zsinat az egyház átfogó reformját várta a pápától, míg a Medici-család tagjai némi hatalmi és pénzügyi támogatást. Mindezt megkoronázva a Szentszéket terhelte a Balkán-félszigeten előre törő Oszmán Birodalom elleni keresztes hadjárat megindítása is.
Pápaként a művészetek mecénása lett és felgyorsította a Szent Péter-bazilika építését. Megerősítette a pápaság politikai hatalmát Európában, de pazar költekezése kimerítette a kincstárát.
Halála után unokatestvére, Giulio di Giuliano de' Medici is pápa lett, VII. Kelemen (1523–1534) néven.

## Befolyásos család gyermekeként
1475. december 11-én látta meg a napvilágot Toszkána virágzó humanista fővárosában, Firenzében, Giovanni di Lorenzo de’ Medici, vagy röviden Giovanni de’ Medici néven. A Firenze felett uralkodó Medici-család egyik legismertebb és legnagyobb alakjának, Lorenzo de’ Medicinek és a római nemesi családból származó Clarice Orsininek másodszülött fia és (a hét közül) negyedik gyermekeként. A krónikák feljegyzései szerint a családi érdekek már születésekor meghatározták későbbi egyházi pályáját. A befolyásos család elsőosztályú neveltetést biztosított a gyermek Giovanninak, és persze Lorenzo de’ Medici kapcsolatai hamar lehetővé tették gyors egyházi karrierjét. 1482-ben, azaz alig hétévesen nyírták hajába a tonzúrát, és egy évvel később már a franciaországi Font Douce kolostorának apátja lett. A nyolcéves főpap szinte minden egyházi képzettséget mellőzve jutott a francia prelátusok közé, amit csak nyomatékosított az, hogy IV. Szixtusz pápa kinevezte apostoli jegyzővé a gyermek-főpapot. 1484-ben a gazdag Passignano apátságának birtokosává vált, 1486-ban pedig a híres montecassinói apátság legfőbb elöljárója.

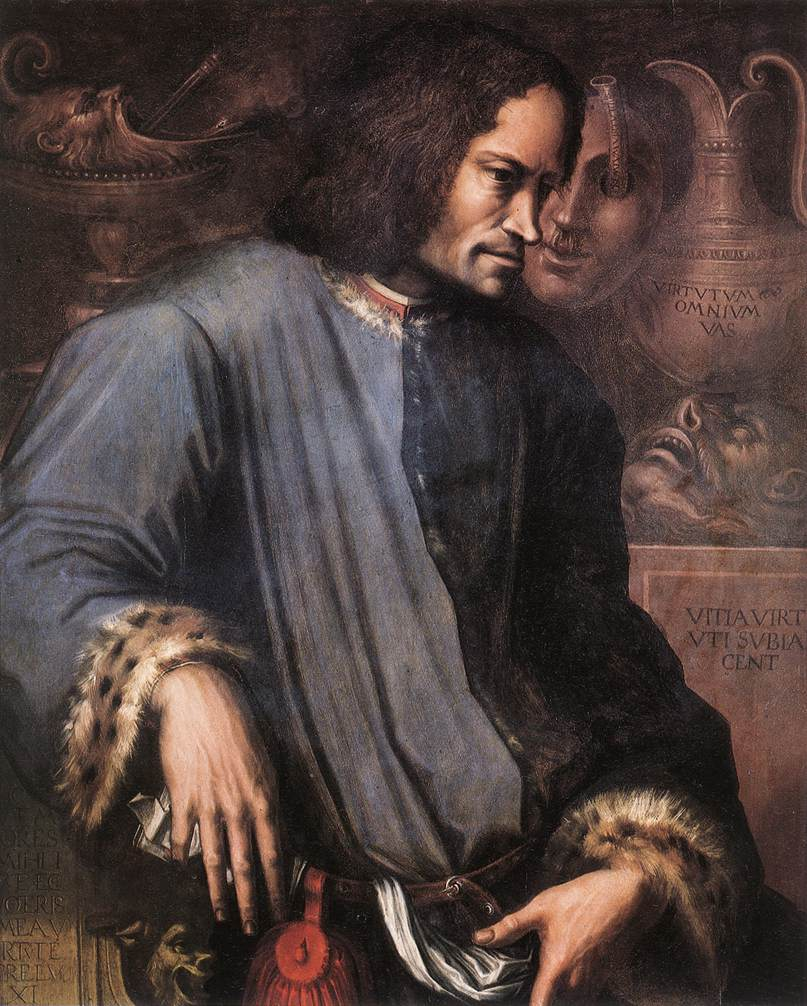
Lorenzo de’ Medici

Giovanni a valóságban tehetetlenül sodródott apja politikai manőverezései közepette, és egyik nagy jövedelmű egyházi hivatalából a másikba került. Annak ellenére, hogy valószínűleg csak keveset fogott fel egyházi méltóságainak felelősségéből és igazi súlyából. Lorenzo és a firenzei követek befolyása VIII. Ince pápa pontifikátusa idején megnövekedett. Ennek egyenes következménye lett, hogy 1489-ben, tizennégy évesen a pápa bíborosi rangra emelte, de fiatalsága miatt még három esztendőn keresztül nem gyakorolhatta bíborosi jogait, és nem viselhette címét.
Miközben feje felett csak úgy záporoztak a nagyobbnál nagyobb egyházi méltóságok, a gyermek a kor egyik leghíresebb humanista központjának számító Firenzében tanult. Atyja udvaránál olyan Európa-szerte elismert humanisták és skolasztikusok oktatták, mint Angelo Poliziano, Giovanni Pico della Mirandola vagy Bernardo Dovizi. 1491-ig Pisa egyetemére ment, teológiát és kánonjogot tanulni. A kiművelt Giovannit tanulmányai után, a pápa, ígérete szerint, 1492. március 9-én Fiesole városában bíboros-diakónussá szentelte fel. Március 22-én Rómába költözködött, és a következő napon hivatalosan is bemutatkozott a római nép és a bíborosi kollégium előtt. Ekkor kapta atyjától azt a levelet, amelyben a firenzei uralkodó legjobb politikai tudása szerint igyekezett tanácsokkal és erkölcsi tanítással ellátni gyermekét.

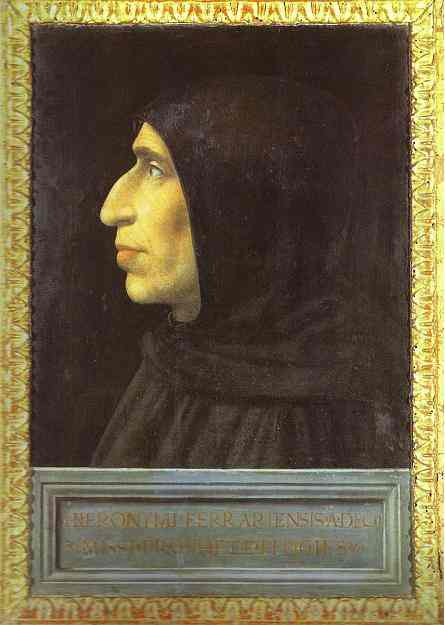
Girolamo Savonarola képmása

Római tartózkodása azonban nem tartott sokáig, ugyanis apja a következő év április 8-án meghalt, aminek hírére Giovanni azonnal Firenzébe sietett, de az utódlás kérdésének tisztázása, valamint a temetés után visszatért Rómába, szintén egy halálhír hatására. A VIII. Ince elhunyta után összeülő konklávén minden erejét latba vetve harcolt Borgia bíboros ellen, aki a korrupció minden bevethető formájával végül győztesen került ki a Sixtus-kápolnából. VI. Sándor megválasztása újabb ok volt arra, hogy Medici bíboros visszatérjen Firenzébe. Giovanni bátyja, Piero palotájába költözött be, és segített testvérének a város és Toszkána kormányzásában. Az újonnan megválasztott pápa hódító politikájának célpontjává vált a Mediciek birodalma is. VI. Sándor pontifikátusa Firenze történelmének viharos éveit hozta el. Giovanni a városban maradt Girolamo Savonarola fellépésének és VIII. Károly francia király inváziójának idején is. 1494 novemberében Sándornak mégis sikerült elérnie, hogy hosszas próbálkozás után végül elűzzék a Medicieket Firenze éléről.
Piero Velencében, majd Urbinóban talált menedéket, mialatt Giovanni északra utazott, tanulmányútra. Éveket töltött Németországban, Németalföldön és Franciaországban. Ebben az időben vált az irodalom, a finom versek nagy rajongójává. 1500 májusában tért vissza először Rómába, amikor Sándor politikai érdekei már nem jelentettek fenyegetést az életére. A pápa valóban hízelgően fogadta Medici bíborost, aki palotájában a művészeteknek, a verseknek és a féktelen mulatozásnak szentelte magát. Az egyre mélyebb dőzsölésbe burkolózó bíboros többször próbálkozott megnyerni a pápa támogatását egy Firenze ellen indítandó hadjáratra, de hiába, a francia uralom alatt álló város élére VI. Sándor uralkodása alatt nem tudta visszaállítani családját.
1503-ban Sándor pápa meghalt, és II. Gyula foglalta el a trónusát, akit Giovanni kitörő örömmel üdvözölt méltóságában. Ugyanebben az évben halt meg Piero de’ Medici, ami egyben azt is jelentette, hogy a bíboros lett a Medici-család feje. Hihetetlen erőbedobással lobbizott korábbi firenzei hatalma helyreállításáért, de a politikai környezet csak 1511-re ért meg a visszavágásra. A franciák által támogatott pisai ellenzsinat Gyula uralkodói legitimitását veszélyeztette, így a pápa és a vele szövetséges Spanyolország is érdekeltté vált a rend helyreállításában. Az ellenzsinat egyik legfőbb támogatója Firenze városa volt, ezért a pápa Giovannit nevezte ki Bologna és Romagna pápai követének, majd a diplomáciai eszközök kudarca után a szövetséges spanyol és pápai seregek élére állította. 1512-ben a francia seregek fényes diadalt arattak Giovanni felett, Ravenna mellett. Maga a bíboros is fogságba esett, de a csata annyira felőrölte a francia erőket, hogy hamarosan összeroppant itáliai hatalmuk. Giovannit a király rendelete alapján Franciaországba kellett volna szállítaniuk a visszavonuló hadaknak, de végül sikerült megszöknie a bíborosnak, még az Alpok vonulatai előtt. 1512 szeptemberében már Giovanni is Firenzében volt, ahol vér nélkül sikerült újra hatalomra juttatnia a Medicieket. A város élére a bíboros öccse, Giuliano de’ Medici állhatott hivatalosan, de a háttérben Giovanni kezében összpontosult a hatalom.

## Leó az omladozó egyház élén

### Egyhetes konklávé
1513. február 21-én meghalt II. Gyula pápa, aki népes bíborosi kollégiumot hagyott maga után. Ráadásul Gyula kardinálisai között több igen nagy befolyással rendelkezett az egyházi intézményeken belül vagy Itália egyes régióiban.

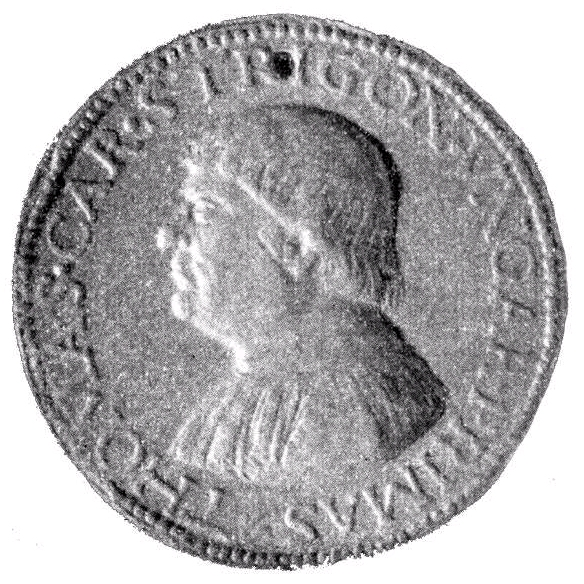
Bakócz Tamás bíboros, esztergomi érsek arcmása

Közéjük tartozott Bakócz Tamás, esztergomi érsek is, akit már Gyula pontifikátusa alatt nyíltan a legesélyesebb jelöltnek véltek. A pápa halálos ágyán figyelmeztette több hívét is, hogy ne válasszák meg a magyar bíborost, de Bakócz igen bőkezűen osztogatta az aranydukátokat, ezért senki sem gondolt volna kudarcára. 1513 márciusában végül Rómában összeült a Szent Kollégium, ahova 25 kardinális vonult be. Közülük 18 itáliai volt, 3 spanyol, egy-egy magyar, angol, francia és svájci. A konklávé ünnepélyes megnyitó miséjét Bakócz celebrálta a Szent Péter-bazilikában. Az első szavazás alkalmával a valenciai bíboros 13, Bakócz pedig nyolc voksot kapott, de mivel egyikőjük sem birtokolta a szavazatok kétharmadát, szürke füst gomolygott a kápolna kéményéből. A sikertelen választás után rövid szünet következett, ahol minden jelölt igyekezett meggyőzni a kardinálisokat saját alkalmasságáról és nem utolsósorban gazdagságáról és bőkezűségéről.
A szünetben leginkább az itáliai bíborosok szövetkeztek, akik az idegen hatalmak túlzott befolyásától tartva úgy döntöttek, hogy saját maguk közül választanak egyházfőt. A kellően gazdag, Rómában jó hírrel rendelkező Giovanni de’ Medici bíboros alkalmasnak tűnt a kollégium választására, így a második szavazásban eldőlt, hogy újra itáliai származású pápa foglalhatja el Szent Péter trónját. Giovannit március 15-én pappá, március 17-én pedig püspökké szentelték fel, hiszen addig csak diakónus volt. Március 19-én emelték hivatalosan is a pápai trónra, ekkor felvette a X. Leó uralkodói nevet. Első dolga volt, hogy Bakóczot, mint az egyik legbefolyásosabb ellenfelét eltávolítsa a Vatikánból. Legatus a latereként Budára küldte, hogy pápai támogatással hirdesse meg a törökök elleni keresztes hadjáratot. Bakócz 1514. április 16-án hirdette ki Leó bulláját, amely később a Dózsa György-féle parasztfelkeléshez vezetett.

### A mechlini szövetség
X. Leó pontifikátusának kezdeti politikája mögött rengeteg mozgatórugó húzódott meg. Ezek leginkább egy eszme körül csoportosultak, nevezetesen a pápa féktelen nepotizmusa körül. Leó eltökélt célja volt, hogy a Medici-családot egész Itália urává teszi meg. Öccse, Giuliano de’ Medici számára Nápoly trónját akarta megszerezni, amire a francia korona is már évek óta fente a fogát. Ugyanakkor a déli királyságban a spanyol hatalom meglehetősen szilárd lábakon állt. Unokaöccsének, Lorenzo de’ Medicinek nagyobb politikai szerepet szánt. Leó tervei alapján Lorenzo egy észak-itáliai királyság élére állhat, amely magában egyesíti Milánót, Toszkánát, Ferrarát és Urbinót. A hatalmas kiterjedésű északi királyságba tervezte beépíteni a pápai államot is. Ezt a tervet nem Leó dédelgette először a pápák közül, ui. VI. Sándor például egészen közel állt a Borgia-család itáliai uralkodásának megteremtéséhez, és II. Gyula sem állt messze a családi királyság megalapításától.
Leó érdekeit nagyszerűen végig lehet követni itáliai politikáján és háborúin keresztül. Trónra lépése után nem is habozott sokáig, rögtön nekilátott tervei megvalósításának. A nemzetközi politika tulajdonképpen ott folytatódott, ahol II. Gyula idején abbamaradt. Gyula 1511-ben sikeres hadjáratot vezetett a francia seregek visszaszorítására, amelyben az akkor még bíboros Giovanni is aktív szerepet vállalt. XII. Lajos azonban nem akarta annyiban hagyni a dolgot, és 1512-től kezdve igyekezett előnyös szövetségeket kötni, hogy ismét Itália földjére léphessen, és visszahódíthassa Lombardiát. Lajos a Velencei Köztársasággal szövetkezve akarta megszerezni az észak-itáliai hegemóniát, amit I. Miksa, német-római császár Spanyolországgal és Angliával megkötött szövetsége próbált megakadályozni. Leó 1513. április 5-én Mechlinben csatlakozott a franciaellenes Szent Ligához, és a háború megkezdődött. A kezdeti francia sikerek a júniusi novarai csatában a visszájukra fordultak, és októberre Velence is békére kényszerült. Leó újra megnyitotta az V. lateráni zsinatot, amelyen december 9-én megállapodtak a békéről, és a pisai ellenzsinat felszámolásáról.

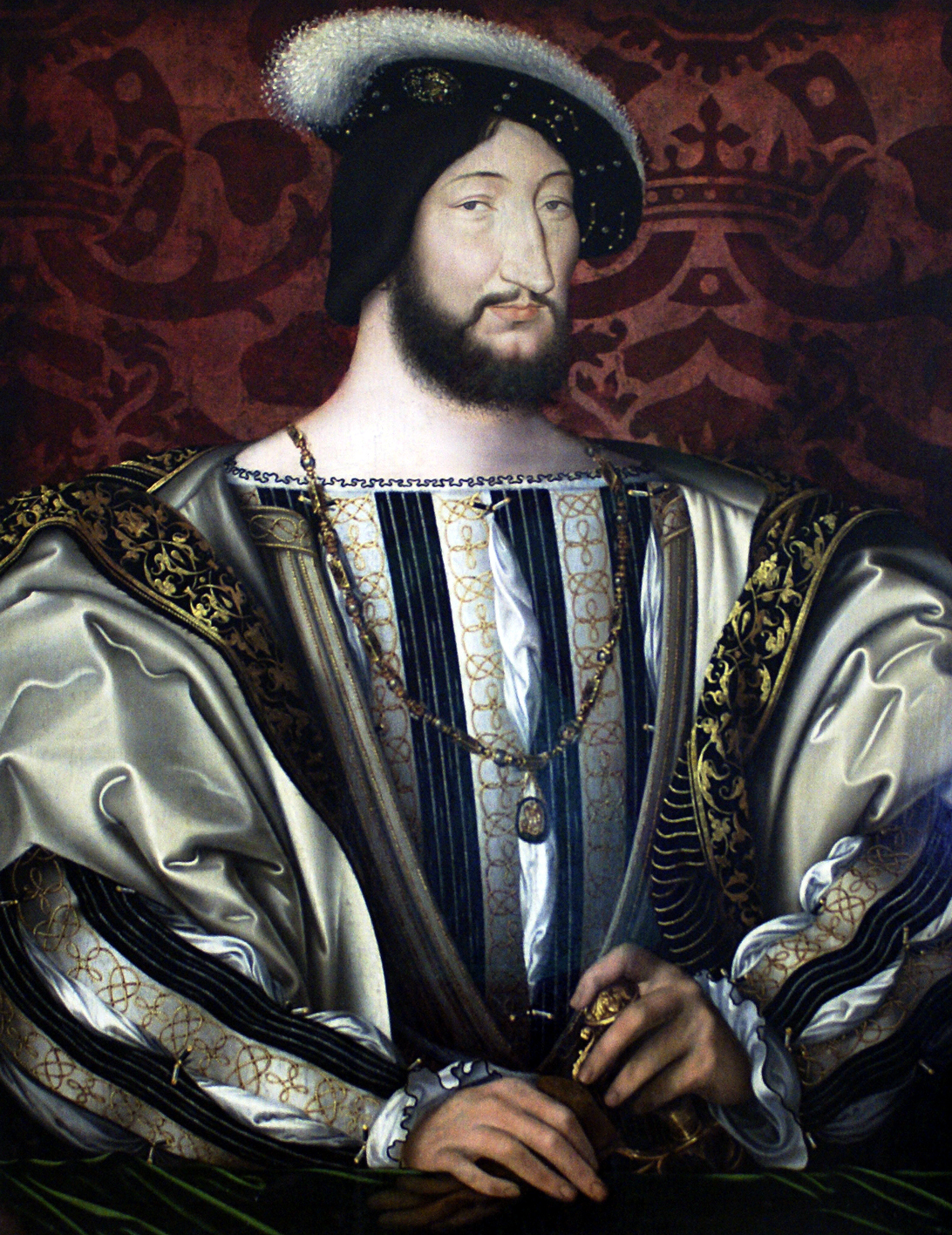
I. Ferenc portréja

Leó és a pápai kúria diplomáciai gépezete sokáig töprengett a békeszerződés pontos szövegén, ugyanis a pápa a franciák visszaszorítása mellett nem akart spanyol és német szövetségeseinek túl nagy politikai befolyást biztosítani Itáliában, hiszen az fenyegette volna grandiózus terveit. A hosszas vacillálásnak végül meg lett az ára, ugyanis 1514-ben meghalt XII. Lajos király, és helyére az ifjú I. Ferenc lépett, aki politikájának egyik központi célkitűzésévé tette Milánó, Genova és Nápoly megszerzését. A pápa megrémült az energikus uralkodó kijelentéseitől, de a francia hegemónia végleges megtörésétől legalább annyira tartott, mint annak továbberősödésétől. Leó sajátos elképzelése szerint ugyanis a németeket csak a franciákkal lehetett egyensúlyban tartani, és fordítva. Ez lehet a független Mediciek által irányított itáliai királyság záloga. Éppen ezért a pápa újra csatlakozott a franciaellenes Szent Ligához, amihez ezúttal Anglia nem akart. Leó VIII. Henrik angol király egyik bizalmasát, Thomas Wolseyt bíborossá szentelte fel, aminek hatására Anglia is hajlandó volt támogatni a ligát. De a pápa titokban Ferenccel is jó kapcsolatot tartott fenn, és a háború kirobbanásáig igyekezett békét teremteni a francia uralkodóval. 1515 augusztusában Ferenc átkelt az Alpok vonulatain, és megállíthatatlanul tört előre Itáliában. A szövetség szeptember 14-én Marignano mellett vereséget szenvedett, és a franciák újra elfoglalhatták Milánót és a hozzá tartozó lombardiai területeket. A szövetség újabb támadást akart indítani Ferenc seregei ellen, de Leó váratlanul békét kötött a francia uralkodóval. A Bolognában megkötött konkordátumban Leó lemondott Piacenza és Parma városáról, de cserébe Ferenc visszavonta a francia egyház elszakadását szentesítő bourges-i Pragmatica Sanctiót. A francia egyház tehát újra Róma befolyása alá került, azonban a püspökök kinevezésének jogát a király megtartotta magának, az egyházat csak a felszentelésé illette meg. A háború a bolognai konkordátummal Észak-Itáliában egy időre elült, bár a pápa szövetségesei ezentúl kétkedve figyelték a kétkulacsos politikát folytató Leó döntéseit.

### Laterán: az elszalasztott lehetőség
Az ötödik lateráni egyetemes zsinatot még II. Gyula pápa hívta össze, 1512-ben. A reformokra megérett egyházi szervezet a harcos pápa alatt szemernyit sem alakult, és a halálával megszakított zsinat alapvetően csak a Pisában összeült ellenzéket ítélte el, és tulajdonképpen apróbb foltozgatások után a konklávé idejére bezárult. Leóra az egyházon belül nagy nyomás nehezedett, hogy vegye komolyan a reformokat, de a világi uralkodó módján gondolkodó egyházfő nem látta át a szervezeti megújulás fontosságát. Az ötödik lateráni zsinat volt a pápaság kezében az utolsó lehetőség a változtatásra. Amennyiben ekkor sikerül komoly megszorításokat bevezetni az egyházi életbe, talán a pápaság elkerülhette volna a reformációt. Persze Leó, aki úgy nyilatkozott megválasztása után a pápaságra utalva, hogy: „Élvezzük azt, amit Isten nekünk adott!”, korántsem volt alkalmas arra, hogy visszaállítsa a puritán, racionális elvekre épülő egyházat, amely valóban a Biblia igéje szerinti életre nevel.
Ettől függetlenül a zsinat hangzatos döntéseket hozott több fontos kérdésben is. Leó itt hivatalosan elítélte Pietro Pompanazzi padovai professzor tételeit, amelyben tagadta a lélek örök életét. A zsinat ugyanezen ülése ítélte el a főként Németországban elterjedt pogány humanista felfogásokat. A legfontosabb eredményeket a kilencedik ülés hozta, amelyen a klérus az egyházi és kuriális reformokat dolgozta ki:
- Az apát méltósága és az apátsággal járó jövedelmek ezentúl csak érdem és a kánonjog alapján ítélhetők oda.
- Keményebb feltételeket szabtak az egyházi jutalmazásoknak, megtiltották a dicséretképpen osztható egyházi javakat.
- Megreformálták a kúria hivatalnoki rendszerét, pontosan leírták a bíborosok, hivatalnokok és minden hívő életének alappilléreit, erkölcsi értékeit.
- A buja, istenkáromló, hanyag vagy szimonikus egyháziaknak szigorú büntetést írt elő.
- Végül az egyházi javak világi tulajdonba adását is tiltotta.

A kilencedik ülés döntéseit a pápa is aláírta, de a gyakorlatban ennek csupán a töredéke valósult meg. A tizenegyedik ülés eredetileg a lelki üdv ápolásáról, a prédikációról szólt volna, azonban I. Ferenccel akkoriban kötött békét Leó, aki Rómában 1516. december 9-én a zsinat keretein belül állapodott meg az uralkodóval. Ezen a napon eltörölték a bourges-i Pragmatica Sanctiót, és létrehozták az egyház és a francia állam között egészen a francia forradalomig fennálló szerződést. A zsinat utolsó ülésén szóba került a pisai ellenzsinat felszámolása, és kihirdették a törökök ellen indítandó keresztes hadjárat költségeit fedezendő tized szedését is. Az utolsó ülésen Pico della Mirandola tartott egy profetikus szónoklatot arról, hogy a klérus erkölcsi viselkedésével kapcsolatban is komoly rendelkezésekre lenne szükség. Az előrelátó Mirandola úgy nyilatkozott, hogy amennyiben ezt a pápai főhatalom nem teszi meg, félő, hogy maga az Úr fogja tűzzel-vassal kiirtani az egyház sorai közül a romlott erkölcsűeket. Leó e fenyegetéssel mit sem törődve, 1517. március 16-án bezárta a zsinatot. A lateráni zsinat döntései szinte kivétel nélkül csak papíron maradtak meg, és ez az egyik kiváltó oka volt a fél évvel később fellángoló reformációnak.

### Az urbinói háború

#### Győzelem a hadszíntéren…

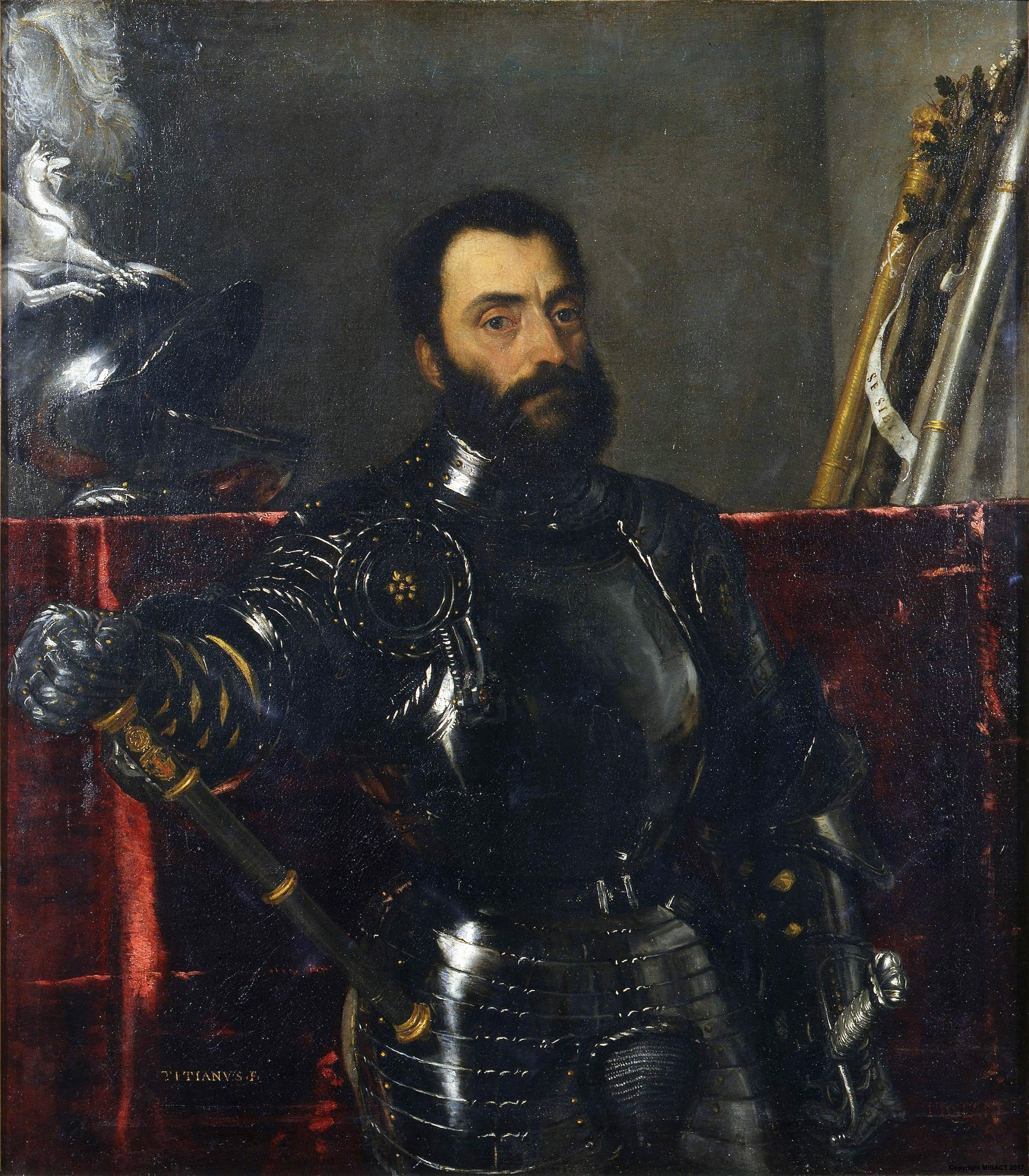
I. Francesco Maria della Rovere portréja

A bolognai konkordátum megerősítette a pápai hatalmat Franciaországban, de ugyanakkor azzal is járt, hogy Leó szép családi tervei romba dőltek. Piacenza és Parma a Lorenzo de’ Medicinek szánt királyság alapköveinek számítottak. Leó terjeszkedési politikájának célkeresztjében állt az Urbinói Hercegség is, amelynek története a franciák elleni hadakozás alatt Leónak nem tetsző fordulatokat vett. Miközben a mechlini szövetség ferde szemmel nézte végig Leó gyors átpártolását, I. Francesco Maria della Rovere Veronában és Velencében sereget toborzott magának, hogy visszaszerezze Urbino hercegi trónját, amelyet egy évvel azelőtt éppen Leó vett el tőle. A franciák oldalán álló della Rovere herceg hatalomra jutása Leónak már túlságosan nagy francia befolyást jelentett volna Itáliában, ráadásul Róma közvetlen közelében. Amikor az egyházfő meghallotta, hogy a város elbukott, és 1517. január 23-án már della Rovere uralkodott Urbinóban, azonnali cselekvésre szánta el magát. Leó újra viharos sebességgel váltott és felújította a Cambrai Ligát, amelyben I. Miksa császár és VIII. Henrik is részt vett a francia és velencei térnyerés visszaszorításában. A pápa és a császár tízezer svájci zsoldost állított ki Urbino ostromára közös költségen. A háború februárban kezdődött és egészen szeptemberig húzódott el. Francesco della Rovere a franciák segítségét kérte, de a császár nem engedte, hogy Ferenc beleavatkozzon a pápa háborújába. Így végül a Lorenzo vezette pápai seregek győzni tudtak Urbino ostrománál.
Leó a város élére kinevezte Lorenzót, akit 1518-ban Madeleine la Tour d'Auvergne-t a francia királyi család nőrokonát vette feleségül. Tőle született a francia történelemben olyan gyakran emlegetett Medici Katalin.

#### …és győzelem a kúriában: A Petrucci-összeesküvés
Az ötödik lateráni zsinat reformok nélküli lezárása, és főként az a tény, hogy a pápai főhatalom korlátozása semmilyen mértékben nem merült fel a zsinaton, a Szent Kollégium egyes tagjait a pápa ellen fordította. A legnagyobb pápaadó családok képviselői radikális lépésre szánták el magukat, amihez az urbinói háború biztosította a megfelelő politikai hátteret. A végső lökést pedig az adta, hogy Petrucci bíboros bátyját a pápa elmozdította Siena éléről. Az összeesküvő kardinálisok - a krónikák szerint - lefizették a pápa orvosát, és meg akarták mérgezni Leót. A bíborosok merényletére azonban még időben fény derült, ugyanis a pápa kezébe akadt Petrucci bíboros egyik levele. A humanista szellemiségű Leó kíméletlen megtorlással válaszolt a bíborosok kísérletére. Petrucci kardinálist felakasztatta a város főterén, és elkobozta minden vagyonát. A büntetés lesújtott Sauli, Riario, Soderini és Castellesi bíborosokra is. Legtöbbjüket azonnal megfosztotta egyházi méltóságuktól, elkobozta minden vagyonukat és börtönbe vettette őket. A Szent Kollégiumon belüli példátlan összeesküvés nagy port kavart az egyház szervezetén belül, de Leó szíve legmélyén még örült is az adódó lehetőségnek. A bíborosi kollégium már régen csak akadályozta és bírálta a pápa terveit. Az összeesküvés ürügyén Leónak jogos alkalma nyílt teljesen átalakítani a tanácsadó testületet. Összesen 31 új bíborost nevezett ki (más források szerint 39-et), ami a történelemben egyedülálló létszámot jelentett. Az új bíborosi tömeg már kellő támogatást biztosított az egyházfőnek, és ráadásul a beiktatásért felszámolt díjak újra megtöltötték Leó folyton apadozó kincstárát. Petrucci bíboros összeesküvése tehát nemhogy meg nem buktatta a Medici pápát, hanem közvetetten még segítette is őt az urbinói háború befejezésében és hatalmának megerősítésében a pápai kúrián belül.

### Múló keresztes álmok
Az urbinói csetepaté elültével Leó az egyház régóta meghirdetett céljának megfelelően keresztes háborút akart indítani az Oszmán Birodalom ellen. A pápa hadi ötletének apropóját a harcias I. Szelim szultán levelei adták, aki tervbe vette, hogy egy jelentősebb flottával Itália déli partjait is megszállja. Ezért aztán Leó 1517 novemberében pápai körlevélben szólította fel az európai uralkodókat, hogy a keresztes háborúra összegyűjtött tizedből állítsanak ki egy jelentős keresztény haderőt. A tervek szerint I. Ferenc és I. Miksa állhatott volna az egyesült keresztény seregek élére, amelyeket spanyol, portugál és angol gályák szállítottak volna közvetlenül Konstantinápoly falaihoz. Leó nagy terveivel 1518-ban állt a nyilvánosság elé, és ekkor kihirdette a treuga Deit öt évre, és meghirdette a törökök elleni keresztes háborút. De az európai hatalmak egyáltalán nem lelkesedtek az ötletéért. A nagy, közös haderőben csak az egymást kijátszó hatalmi viszályokat keresték, és az egyházi szervezés akadozása is elősegítette a keresztes hadjárat teljes kudarcát.
Angliában Thomas Wolsey bíboros maga tette zsebre a hadjáratra összegyűjtött tizedet, ami főleg a pápa hírnevén okozott kiemelkedő csorbát. A reformáció lázában égő Németországban pedig úgy vélték, hogy a tizedet csak Leó újabb fényűző lakomáira vagy újabb palota építésére költenék, ezért azt be sem szolgáltatták. A megfenekleni látszó keresztes tervek 1519-ben váltak végleg az európai politika martalékává. Egyrészt januárban meghalt I. Miksa császár, és szinte azonnal megindult a verseny a német-római trónért, és a választófejedelmek kegyéért. A török veszéllyel pedig Leó magára maradt. Másrészt Magyarország hároméves békét kötött a szultánnal, amit a pápa hiába ellenzett.
Szelim szultán halála után a tehetséges I. Szulejmán trónra lépésével szerte is foszlott a béke. A török seregek soha nem látott erővel indultak meg Magyarország déli határai ellen. 1521 júniusában Szulejmán Nándorfehérvár ostromába kezdett, ami augusztus 28-án elesett. Leó a hír hallatára azonnal 30 ezer aranydukátot küldött II. Lajos magyar uralkodó megsegítésére.

### A wittenbergi 95 tétel

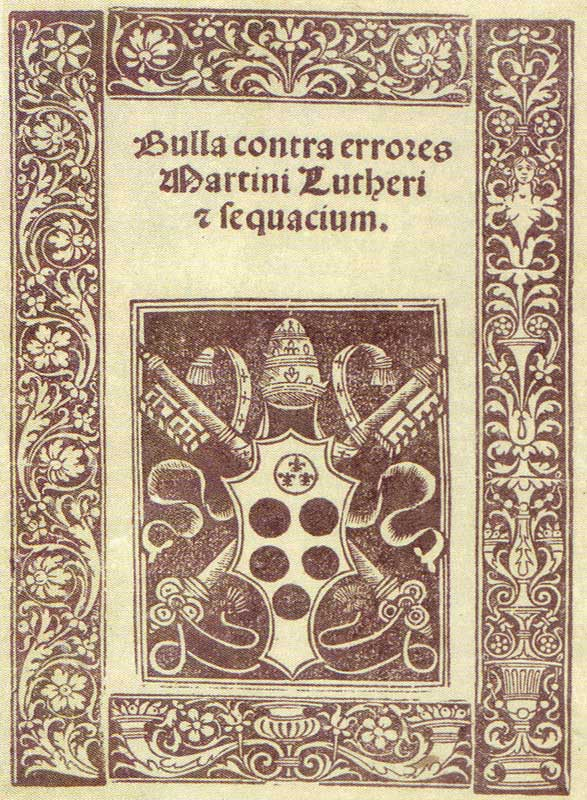
X. Leó bullája Luther Márton tanai ellen

Leó pontifikátusának egyértelműen a legfontosabb politikai és vallási momentuma Luther Márton Ágoston-rendi szerzetes fellépése volt, amellyel a kezdetét vette a reformáció. A keresztény egyház szervezetének omladozása már Leó pontifikátusának kezdetén is megmutatkozott, amikor két német egyháztudós, Johannes Reuchlin és Johannes Pfefferkorn vitába szálltak egymással a zsidó könyvek engedélyezéséről. A közvetlen vita a Talmud kinyomtatásával kapcsolatban robbant ki 1513 szeptemberében, amelyet hosszas vita után X. Leó végül 1520-ban engedélyezett. Az Ószövetségre épülő zsidó vallás megítélése komolyan megosztotta a korabeli keresztény társadalmat.
Csak ezután következett Luther fellépése, aki 1517. október 31-én kihirdette nevezetes 95 tételét. Az egyház romlottságán, belső meghasonlásán felháborodott ágostonrendi szerzetes elítélte a főpapság mértéktelen kapzsiságát, a bibliai értékektől távolodó, pénzsóvár egyháziakat. Fellépésében nagy szerepet játszott az V. lateráni zsinat eredménytelensége és a pápa által kibocsátott búcsúcédulák árusítása is. Azt vallotta, hogy az emberek mindannyian egyenlőek az Úr színe előtt, legyen az pápa vagy egyszerű parasztember, és mindenki az életében elkövetett bűnök alapján mérettetik meg, nem pedig a Szentszék által pénzért árusított céduláknak köszönhetően. Luther tanai egyben a gazdaságilag megerősödött német polgárság politikai nézeteivel is összefüggésbe hozhatók, amelyek a racionalitáson, a szabadságon és a féktelen pazarlás elítélésén alapultak. A lutheri tanok az élősködő egyháziak ellen irányultak, de áttételesen a központosított, abszolút monarchiákat is bírálták. A wittenbergi tanok szinte napok alatt hatalmas népszerűségre tettek szert, és egész Németországban ismertté váltak. Leó valójában nem értette meg Luther elveinek és prédikációinak igazi tartalmát, éppen ezért a megszokott kis humanista lázongásokhoz hasonlította az ügyet, és úgy is intézkedett ellene: 1518. február 3-án levélben szólította fel a német ágostonosok főmesterét, hogy hallgattassa el szerzeteseit. Erre Luther kilépett a szerzetesi közösségből, és május 30-án elküldte Rómába tanainak magyarázatát, mire a pápa augusztus 7-ére a színe elé rendelte őt.
Leó a legtöbbször bevált módszereket akarta alkalmazni, és amint Luther betette volna a lábát az örök városba, valószínűleg a pápai katonák azonnal börtönbe vetették volna. De III. (Bölcs) Frigyes szász választófejedelem védelmébe vette a volt szerzetest, aki így elkerülte a személyes kihallgatást. Leó Cajetan bíborost bízta meg azzal, hogy találkozzon Lutherrel Augsburgban. A kardinális egyébként a Miksa császár által összehívott birodalmi gyűlésre igyekezett, és 1518 októberében tárgyalt Lutherrel. Azonban az ünnepelt reformert a bíboros nem tudta meggyőzni tanainak tévességéről, és a pápa által november 9-én kiadott bulla, amelyben Leó garantálta a pápai hatalom jogát és képességét a bűnbocsánat megadására, sem változtatta meg Luther véleményét. A bíboros rövid tárgyalása után a pápaság még közel egy éven át próbálta győzködni Luthert tanainak visszavonására. Ezalatt az egész Németország lángba borult a reformeszmék védelmében. Az egyházfő 1520. június 15-én Exsurge Domine kezdetű pápai bullájában ítélte el Luther tanainak 41 pontját, amelyet Eck pápai nuncius vitt Németországba, és amelyet több városban is kihirdettek. A bullát Luther december 10-én nyilvánosan elégette Wittenberg főterén. Ezek után Leó kiközösítette Luthert az egyházból 1521. január 3-án, és egyúttal levélben kérte fel a császárt, hogy tegyen határozott lépéseket a lutheri eretnek tanok visszaszorítására.
1521. május 26-án a császár aláírta a wormsi ediktumot, amelyben elítélte Luther tanait és őt magát birodalmi átok alá helyezte. Május 21-én VIII. Henrik, angol király elküldte vitairatát Leónak, amelyben Luther téziseinek tévességét támasztja alá a hét szentség mentén. Ennek hatására a pápa október 11-én a Hit védelmezője címet adományozta az angol uralkodónak. De a szász választófejedelem wartburgi várának védelmében Luther tanaival együtt átvészelte a birodalmi és egyházi átkok korát, sőt X. Leó pontifikátusát is.

#### Kudarc Skandináviában
X. Leó uralkodásának évei alatt terjedt el a protestáns szellem Skandináviában is. A pápa legtöbbször arra használta fel a gazdag északi államokat, hogy az ott összegyűjtött adókkal a kúria bíborosait jutalmazza. Ennek a szokásnak megfelelően 1516-ban Leó útnak indította Arcimboldi nunciust Dániába, hogy a Szent Péter-katedrális számára összegyűjtött adót Rómába szállítsa. II. Keresztély, dán király kihasználta a pápai udvar elleni általános elégedetlenséget, és a dán klérusra támaszkodva, nemzeti egyházat igyekezett kialakítani. 1520-ban a svédek lázadásán felbátorodva, kiutasította országából Arcimboldi nunciust, és Koppenhágába hívta a német földön elismert lutheránus tanítómestereket. A lutheri elvek alapján Keresztély beleegyezett egy nemzeti alapon felépülő egyházba, amely nem tartozott Róma befolyása alá, és az országgyűlés valamint a király elsőbbségét ismerte el. 1521-ben Leó újabb pápai követet küldött Dániába Francesco de Potentia, ferences szerzetes személyében. De Potentia teljes mértékben elfogadta az uralkodó álláspontját, és miután megkapta Skara gazdag püspöki székét, már nem is törődött a dán egyház kiválásával. Leó idején tehát a pápaság elvesztette az északi országok katolicizmusát is.

### Egy hajó, két iránytű
1519 januárjában, miközben Leó a keresztes háborút tervezte, meghalt I. Miksa, német-római császár, akinek trónjára a választófejedelmek döntése alapján ülhetett fel a következő uralkodó. A pápa, és az egész európai politika szempontjából meghatározó döntés szinte minden királyi udvart lázba hozott. A császári trón megszerzéséért két jelölt is indult. Az egyik I. Ferenc, francia király volt, aki Milánó elfoglalásával, mint lombard király tartott igényt a császári trónra. A másik jelölt Miksa unokája, Károly volt, aki a Habsburg-ház dinasztikus kapcsolatai révén a spanyol trónt foglalhatta el. A pápa nem rajongott egyik jelöltért sem, ugyanis Ferenc győzelme esetén Itália francia elnyomás alá kerülne, míg Károly koronázása azt vonná maga után, hogy a Pápai Állam a Német-római Birodalom és a spanyol koronához tartozó Nápolyi Királyság szorítójába kerülne. Éppen ezért Leó a két rossz közül igyekezett a kisebbik mellé állni, azaz Ferenc előretörését támogatta.
A két hatalmasság vetélkedése közben persze Leó nem feledte el, hogy a legjobb mégis az volna, ha egyikük sem kerülne a császári trónra, éppen ezért először Szászország, majd Brandenburg választófejedelmét igyekezett meggyőzni a jelöltségről. Ekkoriban írta ezt egy krónika Leó politikájáról, hogy a pápa „egy hajón utazik, de két iránytűt használ”. Ez a politika még élesebben kirajzolódott, amikor a választófejedelmek lemondtak jelöltségükről. Őszentsége ekkor teljes mellbedobással Ferenc mellé állt, de amikor kezdett egyértelművé válni, hogy előreláthatólag Károly fejére helyezik a koronát, hirtelen átpártolt Miksa unokájának oldalára. És valóban, Károly nem fukarkodott a pénzzel, mindegyik választófejedelmet megvesztegette, így 1519. június 28-án V. Károly néven megkoronázták Miksa unokáját, aki ezzel Európa leghatalmasabb uralkodója lett. Az ő koronája alá tartozott Spanyolország, Nápoly, Szicília, Burgundia, Németalföld, a Német-római Birodalom egész területe és a Habsburg családra várt Magyarország koronája is.

V. Károly portréja

A császárválasztás politikai manőverei is hozzájárultak ahhoz, hogy az időközben elharapódzott német és skandináv pápaellenes mozgalmakkal Leó nem igazán törődött. Csak családjának itáliai hegemóniája lebegett szeme előtt. Ez vezette akkor is, amikor Ferenccel szövetséget kötött Károly ellen, akinek birodalma északról és délről is határolta a Pápai Államot. De Ferenc Leó kettős politikája miatt bizalmatlanná vált a pápa szövetségét illetően. Ráadásul a reformáció miatti német felfordulás is V. Károlyhoz közelítette a pápai udvart. Végül a császár és az egyházfő 1521 májusában szövetséget kötött a francia hatalom itáliai kisöprésére. Leó elsősorban Ferrarát, míg Károly Lombardiát akarta felszabadítani a francia uralom alól. Leó és Károly újra svájci zsoldosokat bérelt fel erre, és 1521. június 23-án megindult a háború. Ferenc két fronton is szembeszállt Károllyal. Egyrészt a spanyol Navarrát támadta meg, másrészt Milánónál bontakozott ki a harc. A pápa eközben megígérte Károlynak, hogy elismeri őt Nápoly trónján, császárrá koronázza és segít neki a Velence elleni hadjáratában. Ezután kiátkozta a francia uralkodót, és felmentette alattvalóit a királynak adott hűségeskü alól. Erre a hírre Ferenc feladta Parmát és Piacenzát, ezeket Leó újra a Pápai Államhoz csatolhatta, ám a hadjáratok során váratlanul maláriát kapott, és szinte napok alatt, 1521. december 1-jén Rómában meghalt, de még eljutott hozzá Milánó elestének híre.

### Leó, a művészetek pártfogója

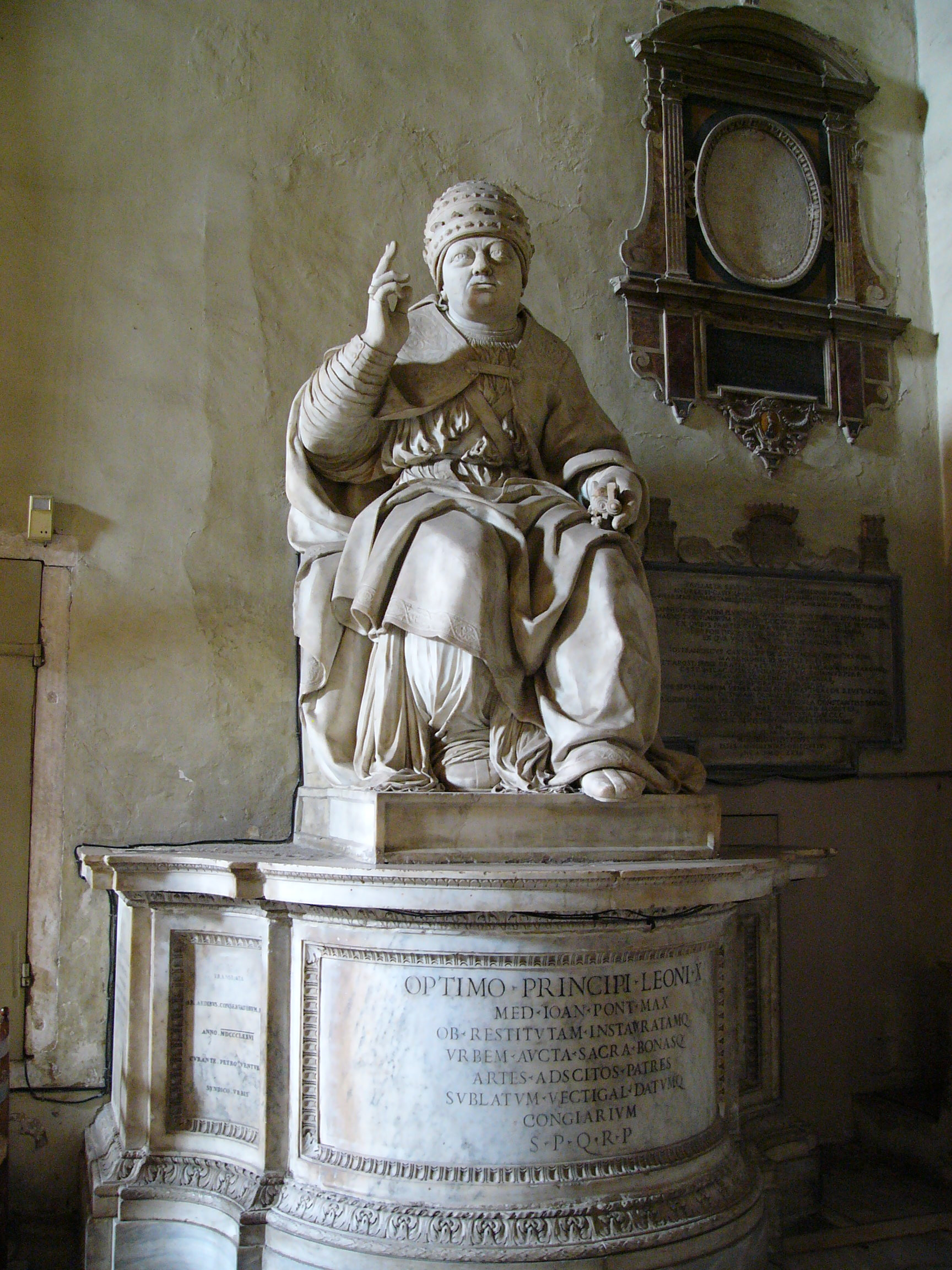
X. Leó síremléke a római Santa Maria in Aracoeli-templomban

Leó pontifikátusa nem telt eseménytelenül, mégis a krónikák leginkább az extravagáns egyházfő életvitelével, hihetetlen költekezésével és mesébe illő műpártolásával voltak tele. Leó nagyrészt világi neveltetést kapott, és miután az egyház legmagasabb hivatalába került, ugyanúgy firenzei főnemes vagy uralkodó maradt, mint régen. Tékozló, buja életvitelét nem hagyta a Vatikán falain kívül, és nem különösebben rejtette véka alá, hogy egyházi teendői nem kötik le, amennyiben annak nincs semmi hatása családja érdekeire. Ezért aztán jórészt szabad kezet adott a kúria hivatalnokrendszerének, jómaga pedig elmerült az élvezetekben. Rajongott a zenéért, a színházért és a költészetért. Hatalmas vagyonokat költött bankettek és estélyek adására, és a vadászatokat is rendkívül szerette. Már gyermekkora óta a zene rabja volt, palotájában csak ritkán hallgatott el a finom muzsika. A lakomák közben Európa legkiválóbb zenészei játszottak, és gyakran bohócok is szórakoztatták a pápát. Az ókori Rómát idéző pompás felvonulásokat, bikaviadalokat és álarcos utcabálokat, fesztiválokat tartott.
A Vatikán az ő uralkodása alatt tulajdonképpen egy nagy színházzá változott, ami összeillett Leó karakterével is. A leírások alapján a pápa szinte sosem veszítette el jókedvét, és maga körül is jókedvű embereket szeretett látni. A féktelen költekezés közepette pápai kötelezettségének tartotta, hogy évenként óriási összegeket adjon alamizsnába. A művészeteket habzsoló egyházfő számlájára azt az egyet senki sem róhatta fel, hogy nem törődik az elesettekkel, a szegényekkel. Több kórházat, szegényházat és árvaházat is alapított, többször adott támogatást szociális intézményeknek, sokakat felkarolt.

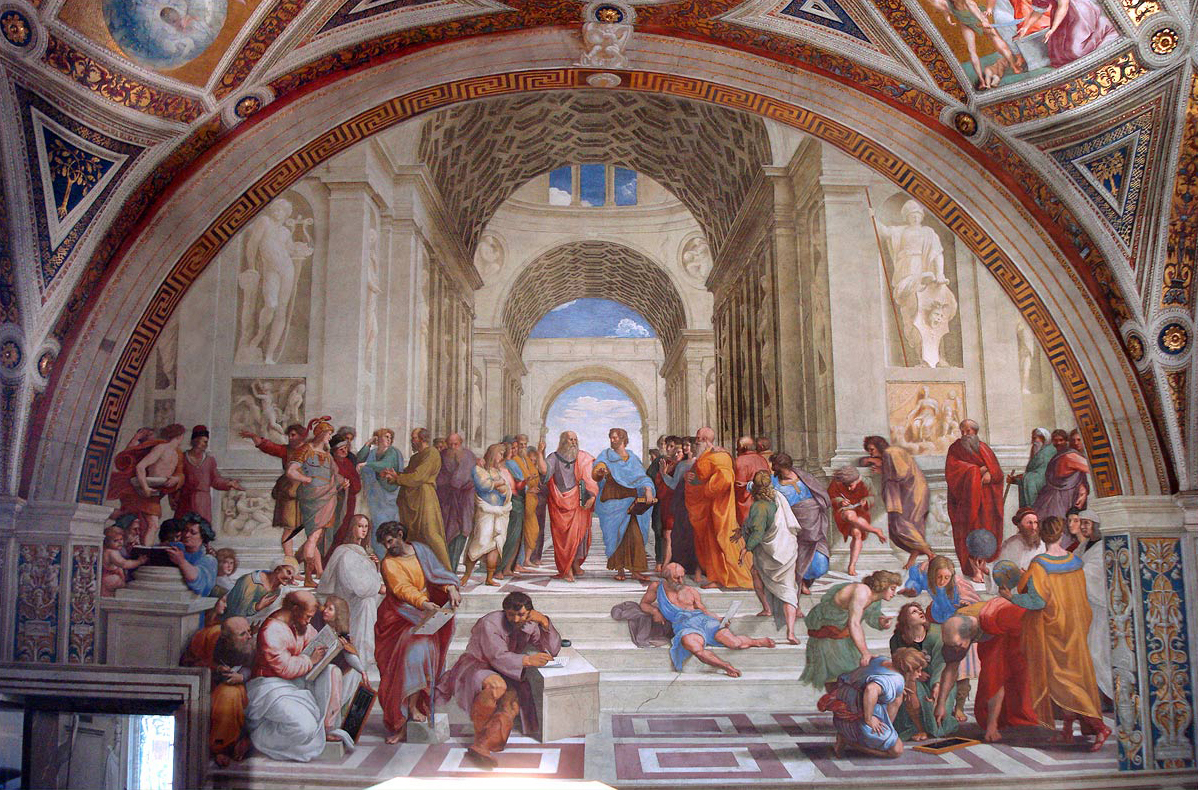
Rafaello: Athéni iskola

A hatalmas költekezés következtében 1515-re teljesen kiürült a pápai kincstár, amelyet II. Gyula jócskán megtelve hagyott utódjára. Ettől kezdve Leó örökös pénzhiánnyal küszködött, és ez különös bevételi források bevezetésére sarkallta őszentségét. Emiatt született meg a reformáció által bőszen ostorozott búcsúcédula, és a törökök ellen szedett tizedek bizonyos átcsoportosítása is. A korabeli Európában a pápa mesés jövedelemmel rendelkezett. Évi 500-600 ezer aranydukát áramlott be a kincstárba, de Leó féktelen műpártolása és háborúi még ezt a hihetetlen összeget is felmorzsolták. A korántsem spórolósnak nevezhető II. Gyula udvartartásának költségei mindössze a felét tették ki Leóénak. Becslések szerint összesen négy és fél millió aranydukátot költött el a pápa pontifikátusa alatt, és 400 ezer dukátos adósságot halmozott fel. A korabeli szúrós nyelvek meg is jegyezték, hogy Leó három pontifikátust is kitesz: anyagilag felemészti az előző, a saját és utódja uralkodását is.

## A nagyvonalú mecénás
Leó a néhány évvel azelőtt lakatlan Rómát a kultúra, főként az irodalom és költészet valamint a tudomány fellegvárává emelte. Európa minden tájékáról özönlöttek a költők és a skolasztikusok az örök városba, hogy tudós vagy költői vénájukért busás jutalmat kapjanak. Gyakran egyébként értéktelen művészek is meggazdagodhattak Leó udvarában. Sosem létezett olyan fejedelem, akit ennyi versben dicsőítettek volna, mint öt. Támogatásával a késő reneszánsz legszebb alkotásai születtek meg. A kéziratokat mind a Vatikáni Apostoli Könyvtárban helyezték el, Leó kedvenc tartózkodási helyén. Felújíttatta a könyvtárat, és áthozatta a Mediciek firenzei könyvtárát is a Vatikánba. Emellett V. Miklós pápa ötletét felújítva, több könyvtárosát is szétküldte a világba, hogy értékes könyveket és iratokat vásároljanak. A könyvtár szabályozása mellett hatalmas anyaggal bővítette annak gyűjteményét.

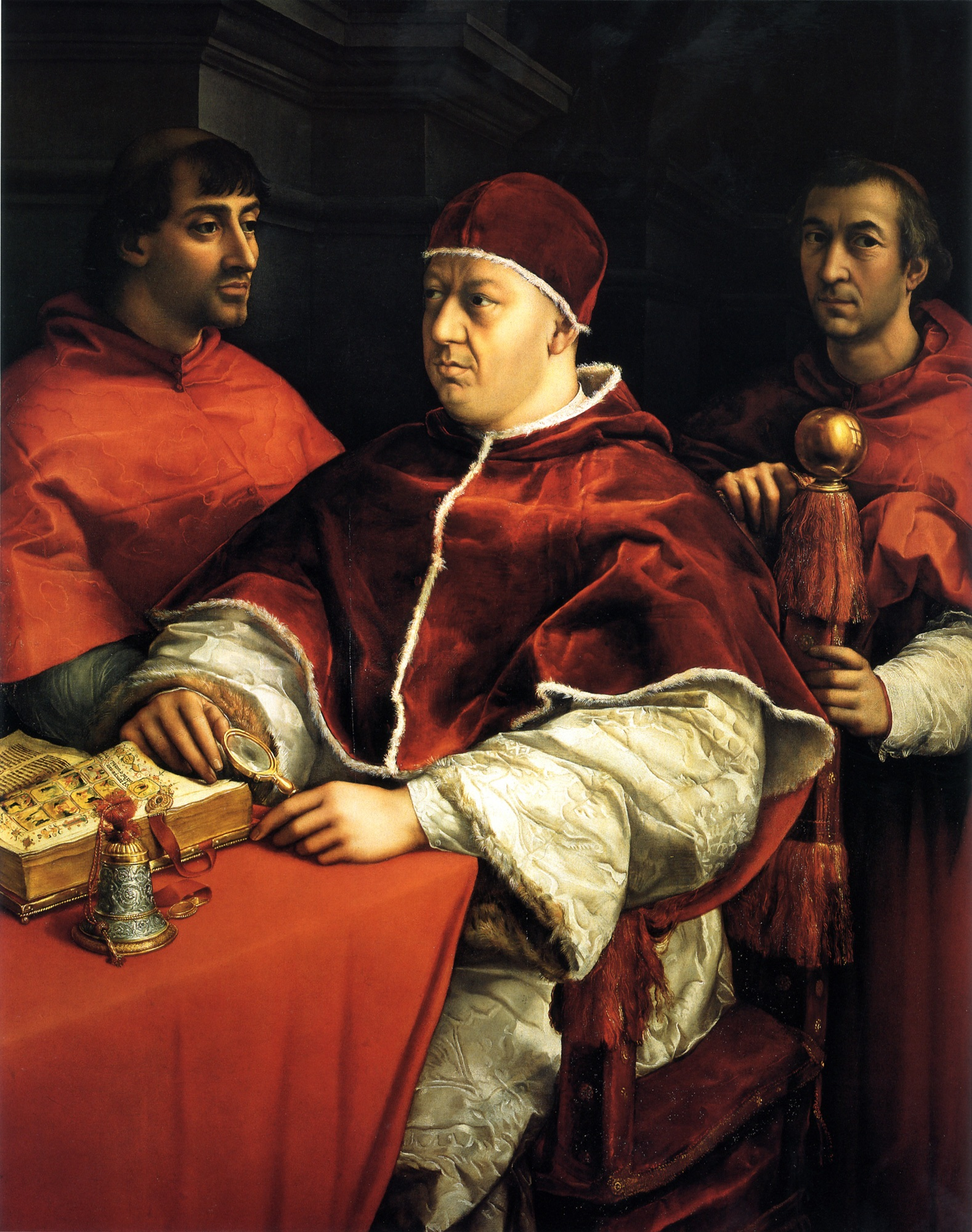
X. Leó és két bíboros unokaöccse, Giulio de’ Medici és Luigi de’ Rossi Raffaello festményén

A könyvtári régiségek mellett nagy figyelmet szentelt Róma antik kincseinek is. A város ókori emlékhelyeinek feltérképezését Raffaellóra bízta, és 1521-re jelentős gyűjteményt tudhatott magáénak. Az antikvitást a könyvekben is szerette, ezért Leó újra a kontinens jelentős egyetemei közé emelte a La Sapienzát, és többek között görög tanszéket is alapított az egyetemen. Raffaello meghatározó szerepet töltött be a pápai udvarban. Leó szinte a végtelenségig támogatta és tisztelte az idősödő polihisztort, aki még II. Gyula hívására érkezett Rómába 1508-ban, és egészen haláláig, 1520-ig a pápai udvarban maradt. Festészete itt érte el tetőpontját, agyagból modelleket készített több szobornak és a pápa által építtetett palotáknak vagy templomoknak is. A pápa busás támogatásának hála ebben az időben Raffaello több mesterművet is alkotott. Ekkor fejezte be a pápai lakosztályok, a Stanzák dekorálását. A kiváló freskókon a festő X. Leó tiszteletére több jelenetet is megfestett III. Leó és IV. Leó pápa életéből, továbbá a Sixtus-kápolna falaira szánt textíliák képeit, amelyek közül kiemelkedik Szent Péter csodás halászata és Szent Pál prédikációja Athénban című alkotása. Ezután Leó megbízta a vatikáni loggiák dekorálásával is, amelyet javarészt nem a művész végzett, hanem tanulói. Ekkor készült el Raffaello két halhatatlan alkotása: a Sixtusi Madonna és a Krisztus színeváltozása.
Leó mecénási működését más reneszánsz művészóriások is élvezhették. Michelangelo készítette el a firenzei San Lorenzo-bazilika homlokzatát. Az építkezések terén is igyekezett nagyot alkotni Leó, így Bramante egészen 1514-es haláláig a Szent Péter-bazilika építőmestere maradhatott, majd a hatalmas bazilika építési terveit Raffaello vette át.

## Művei
- Documenta Catholica Omnia (latin nyelven). Cooperatorum Veritatis Societas. (Hozzáférés: 2011. december 6.)